# Apoxyptilus
Apoxyptilus is een geslacht van vlinders in de familie van de vedermotten (Pterophoridae).
De typesoort van het geslacht is Oxyptilus anthites Meyrick, 1936

## Soorten
- Apoxyptilus anthites (Meyrick, 1936)
- Apoxyptilus uzumarus Kovtunovich & Ustjuzhanin, 2014